# 宿迁孔庙
宿迁孔庙大成殿，位于江苏省宿迁市宿城区，是中华人民共和国江苏省文物保护单位之一。
2006年6月5日，授予江苏省文物保护单位，是一座古建筑。